# Pierre Le Moyne d'Iberville
Pierre Le Moyne sieur d'Iberville et d'Ardillières (Ville-Marie, 20 luglio 1661 – L'Avana, 9 luglio 1706) è stato un navigatore ed esploratore francese nativo del Canada.

## Biografia
Terzo figlio di Charles Le Moynes e di Catherine Thierry, Pierre aveva due sorelle e undici fratelli. La maggior parte dei suoi fratelli conobbero la gloria nelle guerre in America. In quasi tutte le sue campagne militari, Pierre aveva al suo fianco almeno uno di loro.
Il padre di Iberville, Charles Le Moyne, era un notabile della Nuova Francia e uno dei dirigenti della Compagnia della Baia del Nord. Charles era arrivato nel 1641 in Nordamerica all'età di quindici anni. Inizialmente lavorò come engagé nelle lontani missioni gesuite dell'Uronia. Apprese molti dialetti amerindiani. Nel 1646 si insediò a Ville-Marie (attuale Montréal) dove prese parte ad alcune scaramucce contro tribù indiane nemiche. In tempo di pace fu interprete per conto delle autorità della Nuova Francia. Venne ricompensato per i servigi resi con concessioni di terre nella regione di Montréal. Nel 1668 venne fatto nobile. Ebbe anche interessi nella tratta delle pellicce, soprattutto dopo la fondazione della Compagnia del Nord nel 1682. Quando morì nel 1685, aveva un fondo di 4400 livres. La sua casa di Montréal era la più bella della città ed era riconosciuto come uno dei più ricchi cittadini.
Si sanno poche cose della giovinezza di Pierre Le Moyne d'Iberville, tranne che fu battezzato dal vescovo Laval a Montréal nel mese di maggio del 1669. Molto probabilmente ricevette un'elementare istruzione. Già da bambino decise di diventare marinaio. Sicuramente navigò a bordo del battello del padre nel San Lorenzo e si recò in Francia. Nel 1683 il governatore La Barre affidò a Pierre Le Moyne la missione di portare i suoi dispacci a corte. La carriera militare di Pierre iniziò nel 1686, sotto gli ordini di Pierre de Troyes, nella spedizione contro gli inglesi nella Baia di Hudson.
Nel frattempo i tutori di una certa Jeanne-Geneviève Picoté de Belestre intentarono un'azione di paternità contro Pierre Le Moyne. La ragazza accusava Pierre di averla sedotta, di averle promesso di sposarla e di aspettare un bambino. Nonostante l'influenza della famiglia Le Moyne in Nuova Francia e l'intervento del governatore Denonville, il Consiglio Sovrano lo dichiarò colpevole e gli impose di assicurare il mantenimento della piccola fino all'età di quindici anni. Allo scopo di salvare la sua reputazione, la Belestre volle che Iberville la sposasse, ma questi rifiutò e sposò invece Marie-Thèrése Pollet nel 1693. Marie-Thèrése era figlia di François Pollet de la Combe-Pocatière, un soldato del reggimento Carignan-Salières, e di Marie-Anne Juchereau de Saint-Denis.
Quindi nel 1686 Pierre Le Moyne, insieme ai fratelli Jacques e Paul, prende parte alla spedizione di Pierre de Troyes contro gli avamposti inglesi nella regione della Baia di Hudson. Questo territorio era conteso da diversi anni dagli inglesi e dai francesi. La spedizione militare di Pierre de Troyes fu vittoriosa, grazie anche all'esperienza dei fratelli Le Moyne. Il viaggio fu duro; durò 85 giorni; gli uomini della spedizione dovettero superare molti rischi, fino a che non giunsero di fronte a Fort Moose sulla costa meridionale della Baia di James. Gli uomini di Pierre de Troyes, nonostante regnasse la pace tra Francia e Inghilterra, si gettarono all'assalto del forte.
L'avamposto inglese fu rapidamente ridotto all'impotenza, ma durante la battaglia si produsse un grave incidente, che valse la reputazione di bravura s Iberville: mentre era socchiusa la porta della palizzata, Iberville ed alcuni uomini riuscirono ad avanzare, ma improvvisamente si trovò tutto solo all'interno del forte armato di una pistola e di un'ascia. Iberville riuscì a tenere a distanza gli inglesi dentro al forte, mentre i suoi compagni tentavano di aprire una nuova breccia. Dopo aver conquistato Fort Moose, Pierre de Troyes decise di conquistare altre tre postazioni inglesi della Baia di James; Iberville riuscì a catturare la nave Craven. Dopo aver conquistato anche gli altri tre avamposti e ribattezzati con nomi francesi, Pierre de Troyes lasciò una guarnigione di quaranta francocanadesi, con Iberville a capo.
Iberville e i suoi commilitoni passarono l'inverno 1686 nella Baia di James, nonostante la penuria di viveri. I rifornimenti non arrivarono l'estate successiva, così Iberville decise di tornare a Québec e successivamente, recarsi in Francia, lasciando una dozzina di uomini nella regione. Durante il suo soggiorno nella madrepatria, Pierre Le Moyne perseguì due scopi: spiegare i vantaggi dell'accesso via mare alla tratta delle pellicce, alla quale era interessato, nella Baia di Hudson, e chiedere, a nome della Compagnia della Baia del Nord, l'aiuto necessario per rinforzare gli avamposti acquisiti. Desiderava anche un carico di merci da scambiare con gli indiani di Port Nelson in modo da scongiurare un'alleanza tra questi e gli inglesi. Riuscì nella sua missione, tanto che ottenne un'eccellente nave di scorta, le soleil d'Afrique, per la Compagnia del Nord, della quale prese egli stesso il comando, Ritornò nella baia di James nell'agosto 1688.
Iberville ritrovò il nemico nel mese di settembre del 1688, poiché gli inglesi tentarono di riprendersi gli avamposti persi. Mentre stava lasciando Fort Sainte-Anne a bordo di una nave mercantile, veniva bloccato da due vascelli inglesi nel fiume Albany. Giunto l'inverno i vascelli inglesi vennero bloccati dalle acque ghiacciate del fiume, così la battaglia venne rinviata l'estate successiva. Durante l'inverno 1688-89 ambo le parti fecero prova di bassezza morale. Anche Iberville si fece una reputazione di uomo senza scrupoli, poiché rifiutò agli inglesi il permesso di cacciare la selvaggina e nei vascelli scoppiò un'epidemia di scorbuto. Iberville invitò il chirurgo inglese ad uscire dal campo per procurarsi la selvaggina, però lo fece prigioniero. Durante l'inverno solo tre inglesi furono uccisi in combattimento, mentre ben venticinque uomini morirono di scorbuto o di congelamento. In queste circostanze gli inglesi furono costretti a capitolare. I sedici francocanadesi di Iberville, inflessibili come il loro capo, erano meglio preparati a questo tipo di guerra rispetto agli ottantacinque impiegati della Compagnia della Baia di Hudson. Iberville lasciò la Baia di James nel settembre 1689 dopo aver catturato un altro vascello inglese. Arrivò a Québec il 28 ottobre portando con sé i prigionieri inglesi, un bel bottino e un grosso carico di pellicce.
Iberville arrivò a Québec proprio nel momento in cui il governatore Frontenac stava preparando una campagna militare contro le colonie inglesi. In Europa la Lega di Augusta aveva dichiarato guerra alla Francia, così il conflitto si estese anche alle colonie. In Nordamerica il conflitto prese forma come guerriglia. Gli Irochesi, alleati degli inglesi, avevano ripreso gli attacchi verso gli insediamenti francesi del San Lorenzo. Frontenac, appena giunto inCanada come governatore della Nuova Francia, decise di restaurare il prestigio della Francia presso i suoi alleati indiani e di saziare la sua sete di vendetta. Poiché la madrepatria era impegnata in Europa, non mandò alcun aiuto alla Nuova Francia, così il governatore Frontenac costituì tre drappelli composti esclusivamente da francocanadesi e indiani. Uno di questi drappelli doveva attaccare Corlaer, attuale Schenectady nello stato di New York, sotto il doppio comando di Jacques Le Moyne e Nicolas D'Ailleboust. Pierre Le Moyne fu comandante in seconda. Anche François, un altro fratello di Pierre faceva parte della spedizione. Questo drappello era composto da 114 francocanadesi e 96 indiani.
La truppa arrivò a Corlaer il 18 febbraio 1690 intorno a mezzanotte, non incontrò nessuna sentinella di guardia e trovò anche una porta aperta della palizzata. Gli uomini si mossero in silenzio e si posizionarono nei punti più strategici in modo da impedire che qualcuno riuscisse a scappare e andasse ad avvertire le truppe inglesi di stanza ad Albany. Poi, due ore prima dell'alba, la truppa, urlando selvaggi gridi di guerra, si gettò senza pietà sul villaggio ancora addormentato. Questo atto fu una sorta di rappresaglia dell'attacco Irochese avvenuto nell'agosto precedente sul villaggio di Lachine. Il villaggio fu quasi del tutto distrutto. Vennero uccisi una sessantina di abitanti e venticinque furono fatti prigionieri; circa una cinquantina di abitanti di Corlaer furono risparmiati. La truppa abbandonò la scena del crimine prima della fine del giorno e riprese la strada verso Montréal portando una cinquantina di cavalli caricati con prodotti saccheggiati nel villaggio. Il viaggio di ritorno fu disordinato, tanto che una parte del bottino fu rubato da una banda di Agniers.
Come ricompensa della sua partecipazione al raid di Corlaer, Iberville ricevette una concessione terriera, però la vendette subito perché non era interessato a fare la vita da seigneurs. Nel luglio del 1690 partì da Québec alla volta della Baia di Hudson con una squadriglia di tre piccoli vascelli armata di trenta cannoni e con ottanta di uomini a bordo. Nell'agosto successivo si trovava davanti a Fort York, ma dovette fuggire perché si trovò davanti a un grande vascello inglese. Decise allora di attaccare New Severn, un piccolo avamposto inglese distante 250 miglia da Fort York. New Severn era così maldifeso che il comandante Thomas Walsh fece saltare in aria i bastimenti e si arrese senza opporre resistenza. Iberville passò l'inverno nella Baia di James e ritornò a Québec nell'ottobre 1691. Passò successivamente in Francia.
Negli anni che seguirono, Iberville non riuscì a scacciare gli inglesi dalla Baia di Hudson. Nell'inverno successivo vennero fatti i preparativi per la campagna del 1692. Il ministero della Marina aveva dato disposizione di aiutare Iberville, ma queste buone intenzioni non fecero seguito. I piani di Iberville di conquistare la Baia di Hudson furono mandati all'aria. Una flotta venne messa a disposizione solamente verso la fine di agosto, troppo tardi per fare una campagna militare in Canada, così il governatore Frontenac ordinò di pattugliare il litorale della Nuova Inghilterra. Nel novembre 1692 Iberville tornò in Francia. L'anno successivo, il 1693, si svolse come il precedente: ritardo dei rifornimenti, rinvio della partenza della spedizione e arrivo in anticipo dell'inverno. Nel frattempo gli inglesi riuscirono a scacciare i francesi dalla Baia di James. Nel 1694 Iberville venne nominato, per la quarta volta, comandante della spedizione contro Fort York: lasciò Rochefort a metà maggio e arrivò a Québec solamente a metà luglio. Dopo aver preso il comando della nave Poli (il fratello Joseph prese invece il comando della Salamandre), Pierre Le Moyne partì da Québec il 10 agosto. La spedizione arrivò nel fiume Hayes il 24 settembre. Iberville fece sbarcare immediatamente un distacco per preparare l'assedio invernale.
Gli inglesi si arresero immediatamente e delegarono a Henry Kelsey le condizioni di capitolazione. Nonostante il forte avesse avuto una buona guarnigione, dei grossi pezzi di artiglieria, viveri e mercanzia, il comandante non aveva pensato di far provvista di legna da ardere. Fort York venne ribattezzato Fort Bourbon. Per economizzare i viveri, Ibervile ordinò alla maggior parte degli inglesi, salvo il comandante Walsh e pochi altri, di lasciare il forte e di provvedere con i propri mezzi per sopravvivere alla rigidità dell'inverno canadese. I ghiacci scomparirono solamente a metà giugno del 1695; molti inglesi e anche alcuni francesi, tra cui un altro fratello di Iberville, morirono di scorbuto. La spedizione si fermò per tutta l'estate a Fort Bourbon. Iberville sperava di impossessarsi delle navi di rifornimento, ma non ne giunse alcuna, così partì nel mese di settembre lasciando il comando a Gabriel Testard de La Forest. Subito dopo partì per la Francia arrivando a La Rochelle il 9 ottobre. Nonostante Iberville fosse riuscito a conquistare l'avamposto più lucrativo della Baia di Hudson, gli inglesi riuscirono a riconquistare Fort York già nel 1696.
Nell'autunno del 1695, durante il suo soggiorno in Francia, Iberville ricevette l'incarico dal governatore della Nuova Francia di attaccare le fortificazioni inglesi situate nella costa atlantica. Il progetto, che venne subito dopo le sue faticose campagne nel Mare del Nord durate dieci anni, piacque ad Iberville. Inoltre lo stesso Iberville si era reso conto, dopo aver pattugliato nel 1692 le coste atlantiche, dei benefici che si potevano trarre dallo sfruttamento della pesca nei grandi Banchi di Terranova. Dopo aver prestato soccorso al governatore dell'Acadia e aver distrutto Fort William Henry nell'agosto del 1696, effettuò una traversata tra la Nuova Francia e Terranova, con una flotta di tre navi, fino a Plaisance. Intanto la Francia e l'Inghilterra avevano firmato un accordo sullo sfruttamento dei banchi di pesca di Terranova. Nonostante ciò, la missione militare di D'Iberville era l'espulsione degli inglesi da Terranova e dal Labrador.
Iberville e i suoi uomini lasciarono Plaisance il 1º novembre 1696 e, dopo aver marciato per l'isola di Terranova, arrivarono nella penisola di Avalon e in seguito attaccarono e distrussero l'insediamento inglese di St. John's, nonché i villaggi pescherecci della costa orientale. Nel marzo del 1697 gli inglesi controllavano solo due insediamenti. In quattro mesi di operazioni militari, le truppe di Iberville distrussero 36 insediamenti, uccisero 200 coloni e ne fecero prigionieri 700. Prima di consolidare le sue conquiste, Iberville ricevette nuove istruzioni dal ministero della marina con le quali gli veniva ordinato di partire verso la baia di Hudson. Le conquiste di Iberville furono di breve durata perché, subito dopo la sua partenza, gli inglesi mandarono una squadra di duemila uomini per riconquistare Terranova.
Dopo una laboriosa navigazione verso il nord, il vascello di testa di Iberville, il Pélican, si perdette nelle nebbie dello stretto di Hudson. Il Pélican entró nelle foci del fiume Hayes il 4 settembre 1697 e il giorno seguente fu accerchiato da tre vascelli inglesi. Nonostante il Pélican fosse in inferiorità, Iberville ordinò l'attacco. Dopo due ore e mezza di schermaglie tra le due parti, gli inglesi iniziarono a usare i cannoni. Iberville fece abili manovre nelle quali vennero abbattuti due vascelli su tre. Il Pélican venne tuttavia colpito e venne evacuato. Nel frattempo arrivarono le altre tre navi della spedizione. Dopo cinque giorni, il 12 settembre 1697, si arrese anche Fort York. Iberville partì immediatamente e il comando della baia venne affidato a Serigny.
Iberville tornó in Francia nel novembre 1697. Venne scelto dal ministro della marina come capo di una spedizione che aveva lo scopo di scoprire le foci del fiume Mississippi e di colonizzare la Louisiana. La sua armata francese, formata da quattro vascelli, levò le vele da Brest il 24 ottobre 1698. In questa occasione Iberville era accompagnato dal fratello Jean-Baptiste. Dopo tre mesi di navigazione, arrivò all'isola di Santa Rosa, di fronte a Pensacola, nella Florida spagnola, il 25 gennaio 1699. D'Iberville partì a Mobile Bay ed iniziò l'esplorazione dell'Île Massacre, chiamata poi Île Dauphin. Si fermò tra Cat Island e Ship Island il 23 febbraio 1699, poi continuò l'esplorazione nel continente, fino a Biloxi, assieme al fratello Jean-Baptiste. Costruì un forte, chiamato Maurepas o "vecchio Biloxi", a nord-est della Baia di Biloxi, il 1º maggio 1699, nelle vicinanze dell'attuale città statunitense di Ocean Springs. Il 3 maggio Iberville partì nuovamente per la Francia lasciando al Forte Maurepas una guarnigione di 81 uomini capeggiata dal fratello.
Ritornato in Francia ricevette il titolo di Cavaliere di San Luigi, diventando il primo nativo del Canada a prendere questo onore. Subito dopo preconizzò la possibilità di colonizzare la Louisiana. Le autorità erano entusiaste di questa impresa, tuttavia le risorse finanziarie erano scarse. Inoltre il Ministero della Marina non poteva dare il suo appoggio ufficiale perché questo vasto territorio era rivendicato dalla Spagna. Nonostante ciò il ministero riuscì in qualche modo a finanziare la seconda spedizione. Iberville ritornò a Biloxi e ordinò la costruzione di Fort Mississippi. Cercò di assicurarsi la fedeltà degli indiani e tentò di unire le varie tribù della regione, invitandoli a fare causa comune contro gli inglesi delle Caroline. Lasciò Biloxi nel mese di maggio e tornò in Francia passando per New York dove scaricò pellicce comprate da alcuni trappeurs francocanadesi. Intanto i ceti dirigenti della Nuova Francia iniziarono a manifestare le proprie ostilità riguardo all'impresa della Louisiana, tentando di screditare l'onore di Iberville, tuttavia il governo centrale incoraggiava la colonizzazione di questo territorio.
Iberville soggiornò in Francia dall'agosto 1700 al settembre 1701 per far valere il suo progetto, che consisteva ad impegnarsi a fondo in Louisiana e a fermare l'espansionismo inglese. Intanto il nipote di re Luigi, Filippo duca d'Anjou, divenne re di Spagna. Iberville, con questo evento favorevole, contava sull'alleanza franco-spagnola. Infatti pensava di utilizzare Pensacola come base, tuttavia la Spagna non vedeva di buon occhio questa alleanza perché si sentiva in posizione d'inferiorità. Iberville chiese la fondazione di una nuova base navale a Mobile. Il re acconsentì una terza spedizione che avesse lo scopo di fondare Mobile. Il re si dimostrò anche favorevole a perseguire una politica attiva verso gli indiani, che Iberville concordava, in modo da fermare l'espansione inglese ad ovest degli Appalachi. Nonostante le poche risorse a disposizione, Iberville partì da La Rochelle il 29 settembre 1701. Si fermò a Pensacola dove trovò il forte in cattivo stato e i soldati della guarnigione apertamente ostili. Nonostante ciò Iberville fece costruire un forte a Mobile battezzandolo con il nome di Forte Saint-Louis.
La Francia aveva ancora una presa debole sulla Louisiana. Lo stesso Iberville tentò senza successo di fondare una colonia a Mobile. Iberville partì dalla Louisiana nell'aprile del 1702. Nel 1705 gli venne affidato il comando di una squadra di dodici vascelli. Nel 1706 prese l'isola inglese di Nevis nei Caraibi. Partì per L'Avana, in cerca di rinforzi in vista di un attacco alla colonia inglese della Carolina, però si ammalò di febbre gialla e morì poco dopo. Le sue spoglie si trovano ora nel museo della capitale cubana.